# Tuscania (stolica tytularna)

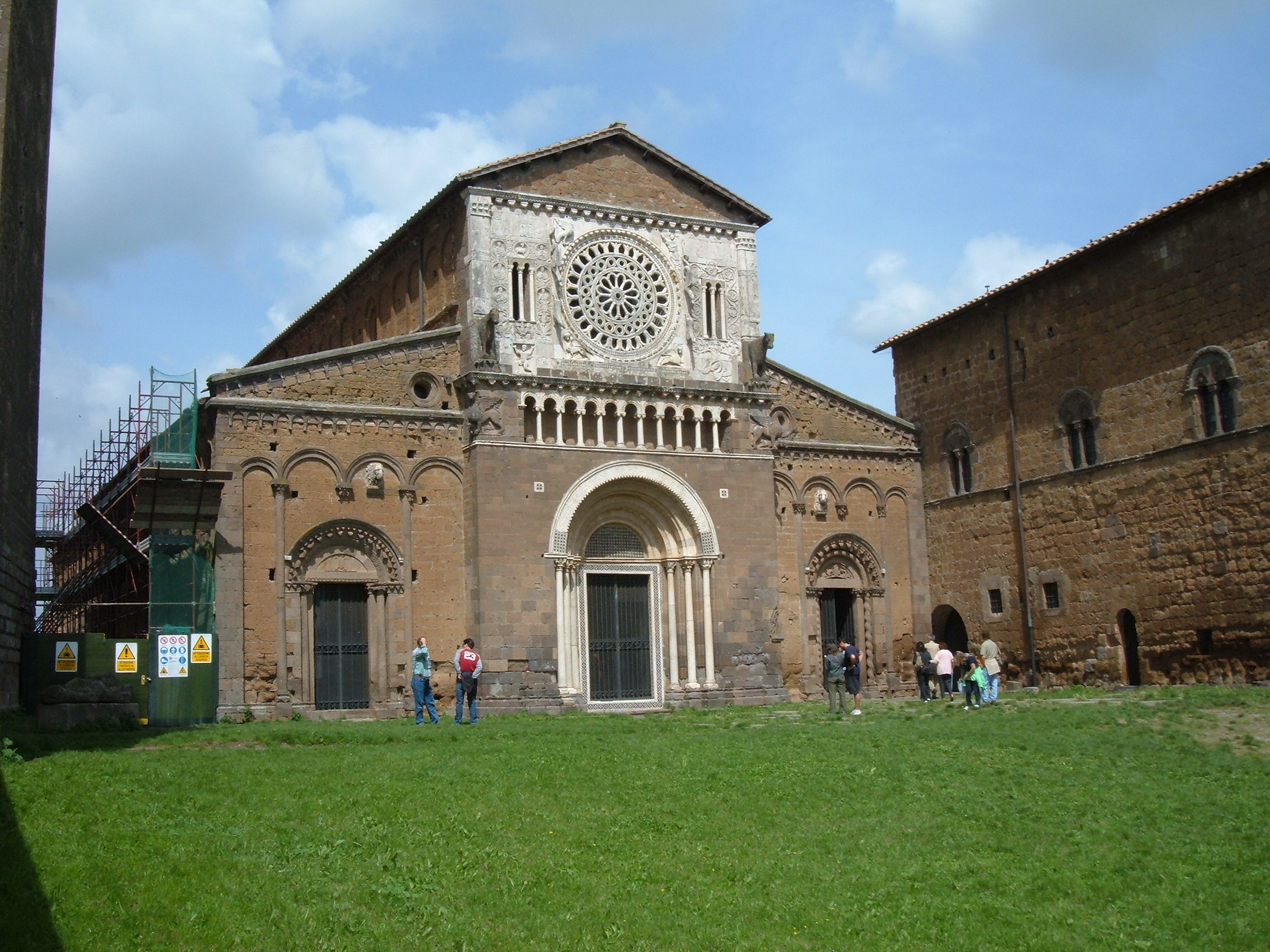
Dawna katedra diecezjalna w Tuscania

Tuscania (łac. Diocesis Tuscanensis, wł. Diocesi di Tuscania) – stolica historycznej diecezji w Italii erygowanej w III wieku, a włączonej w 1986 w skład diecezji Viterbo. 
Współczesne miasto Tuscania w prowincji Viterbo we Włoszech. Obecnie katolickie biskupstwo tytularne ustanowione w 1991 przez papieża Jana Pawła II.

## Biskupi tytularni
| Lp. | Biskup                              | Funkcja                     | Od               | Do               |
| --- | ----------------------------------- | --------------------------- | ---------------- | ---------------- |
| 1   | Andrea Cordero Lanza di Montezemolo | nuncjusz apostolski         | 13 kwietnia 1991 | 24 marca 2006    |
| 2   | Aníbal Nieto Guerra                 | biskup pomocniczy Guayaquil | 10 czerwca 2006  | 4 listopada 2009 |
| 3   | Giorgio Lingua                      | nuncjusz apostolski         | 4 września 2010  |                  |